# Да прекосиш моста
„Да прекосиш моста“ (на английски: Crossing the Bridge) е американска драма от 1992 г., написан и режисиран от Майк Биндър, и участват Джош Чарлс, Стивън Болдуин и Джейсън Гедрик.

## Актьорски състав
- Джейсън Кедрик – Тим Рийс
- Джош Чарлс – Морт Голдън
- Стивън Болдуин – Дани Морган
- Джефри Тамбър – чичо Алби
- Дейвид Шуимър – Джон Андерсън
- Черил Полак – Карол Броктън
- Ричард Едсън – Мичъл
- Ейбрахам Бенруби – Рини
- Кен Дженкинс – Лу Голдън
- Рита Тагарт – Кейт Голдън